# Бран Старк
Брандон «Бран» Старк (англ. Brandon Stark) — персонаж, созданный американским писателем Джорджом Р. Р. Мартином. Является одним из центральных персонажей (ПОВ) в серии фэнтези-романов «Песнь Льда и Огня» (не фигурирует только в романе «Пир стервятников»). Король Шести Королевств.
Впервые представленный в романе Игра престолов в 1996 году, Бран принадлежит к одному из великих домов Вестероса — дому Старков. Это второй сын лорда Эддарда Старка и его жены Кейтилин. Король Шести Королевств. Роль Брана в одноименном сериале на канале HBO играет английский актёр Айзек Хэмпстед-Райт.

## Персонаж
Бран — четвертый ребёнок и второй сын Эддарда и Кейтилин Старк. У него пять братьев и сестер: старший брат Робб, младший брат Рикон, две старших сестры Арья и Санса, и, наконец, двоюродный брат Джон Сноу.
У Брана не получалось стрелять из лука, драться на мечах так же хорошо, как у Арьи, поэтому он больше предпочитал лазать по высоким стенам. В своём путешествии с Ходором он находит в себе силу и новых друзей. Кроме этого у Брана есть лютоволк Лето, которым он может управлять.

## Сюжетные линии[2]

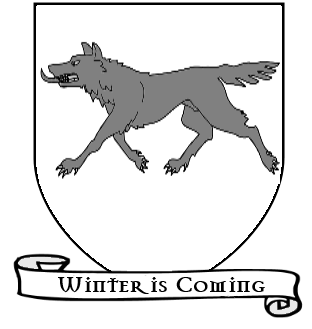
Герб дома Старков

В декабре 2016 года Джордж Мартин сообщил о том, что Бран Старк в данной книге будет одним из центральных персонажей.

## В экранизации
В телесериале «Игра престолов» роль Брана Старка играет английский актёр Айзек Хэмпстед-Райт. В съемках пятого сезона Айзек Хэмпстед-Райт не участвовал, поскольку сюжетная линия Брана не вписывалась по времени в действие пятого сезона.

#### Четвертый сезон
В четвёртом сезоне, во время путешествия за Стену, Бран, Риды, Ходор и Лето оказываются пленниками у дезертиров в Замке Крастера, которые даже покушаются изнасиловать Миру. Их пребывание в плену прекращается во время штурма Замка дозорными во главе с Джоном Сноу, пришедшими убивать дезертиров. Одним из карателей пребывает и Локк, слуга Русе Болтона, отправленный найти младших Старков. Он пытается увести Брана в одиночку, бросив его спутников в плену, предварительно скормив дозорным ложь о том, что на месте пленников «собаки на цепи, разлаются еще». Однако ему не удаётся осуществить свой замысел — Бран вселяется в тело Ходора, и тот, освободившись, сворачивает Локку шею. После этого, освободив Лето и Призрака (которые были заперты в клетке), ребята уходят, так и не пересекшись с Джоном.

#### Шестой сезон
Сюжетная линия Брана Старка в сериале опережает книжную начиная с шестого сезона. В начале 6 сезона Бран продолжает обучение под руководством трёхглазого ворона. Увидел в прошлом своего отца, молодого сира Родрика Касселя, тётю Лианну, дядю Бенджена и Ходора в детстве, а также Нэн в молодости. В следующем видении прошлого наблюдал за боем своего отца и Эртура Дейна у Башни Радости в Дорне. После боя неудачно пытался поговорить со своим отцом в прошлом и упрекнул Бриндена Риверса по этому поводу. В 5 серии 6 сезона видел в прошлом своего отца, отбывающего на воспитание к Джону Аррену, молодого сира Родрика Касселя, дядю Бенджена и Ходора в детстве, молодую Нэн, а также своего деда лорда Рикарда Старка. Видел превращение неизвестного человека в первого Иного Детьми Леса с целью защитить чардрева от Первых Людей. Был помечен в видении Королём Ночи и спасен Мирой, Детьми Леса, лютоволком Лето и Ходором во время нападения Иных и вихтов на пещеру Бриндена Риверса. Его лютоволк Лето погиб в схватке с вихтами. Незадолго до гибели Ходора Бран увидел в видении прошлого превращение Уилиса в Ходора. В 6 серии 6 сезона увидел в своих видениях события предыдущих лет (свое падение с башни Винтерфелла, казнь своего отца, смерть своей матери на Красной Свадьбе, штурм Королем Ночи Сурового Дома, выжившую после погребального костра Дрого Дейенерис Таргариен, превращение сына Крастера Королем Ночи в Иного, своего отца в молодости у Башни Радости, убийство Робба Старка Русе Болтоном, создание Детьми Леса Иных, сражение Джона Сноу с Белым Ходоком и убийство Эйриса Безумного Джейме Ланнистером) и, возможно, события будущего (Дрогон над Королевской Гаванью и дикий огонь). Получил вместе с Мирой спасение от живых мертвецов в виде своего дяди Бенджена Старка. Прибыл в богорощу Черного Замка вместе с Мирой, увидел в своих видениях сына Лианны Старк, которым оказался Джон Сноу.

#### Седьмой сезон
В самом начале 7 сезона прибыл вместе с Мирой на Стену. Вернувшись в Винтерфелл, сказал Сансе, что он является Трехглазым Вороном. Получил от Мизинца кинжал, которым его пытались убить в 1 сезоне. Приказал мейстеру отправить во все концы Семи Королевств письма с предупреждением о приближении армии Короля Ночи к Стене. В конце 7 сезона увидел в видении свадьбу Лианны Старк и Рейгара Таргариена и атаку армией Короля Ночи Стены.

#### Восьмой сезон
В начале финального сезона Бран Старк встречает в Винтерфелле Дейенерис Таргариен и Джона Сноу, а после и Джейме Ланнистера и Короля Ночи. В последней серии сезона становится Браном Сломленным, королем Шести Королевств (Север становится независимым).